# Пойдунівка
Пойдуні́вка —  село в Україні, у Куп'янському районі Харківської області. Входить до складу Куп'янської міської громади. Населення становить 16 осіб. До 2020 року орган місцевого самоврядування — Осинівська сільська рада.

## Географія
Село Пойдунівка знаходиться на правому березі річки Сенек, нижче за течією на відстані 3 км розташоване село Прокопівка, на протилежному березі - село Осадьківка.

## Населення

### Мова
Розподіл населення за рідною мовою за даними перепису 2001 року:
| Мова       | Кількість | Відсоток |
| ---------- | --------- | -------- |
| українська | 12        | 75%      |
| російська  | 4         | 25%      |
| Усього     | 16        | 100%     |